# Ermanno Cavazzoni
Ermanno Cavazzoni (Reggio nell'Emilia, 1947.) olasz író, forgatókönyvíró.
Költészetet és retorikát tanít a Bolognai Egyetemen, ahol a mai napig kutatói pozíciót tölt be. A 70-es évektől számos könyve jelent meg, de a legnagyobb hírnevet az hozta számára, hogy 1990-ben közreműködött Federico Fellini utolsó filmjének, A Hold hangjának elkészítésében. A film forgatókönyvét Cavazzoni saját 1987-es regényéből adaptálta, mely azóta magyarul is megjelent, A holdkórosok eposza címen.

## Magyarul
- A holdkórosok eposza; ford. Horváth Csaba; Typotex, Bp., 2014 (Typotex világirodalom)